# Сусоловка
С́усоловка (рос. Сусоловка) — селище у складі Великоустюзького району Вологодської області, Росія. Входить до складу Зарічного сільського поселення.

## Населення
Населення — 568 осіб (2010; 910 у 2002).
Національний склад (станом на 2002 рік):
- росіяни — 95 %